# 9-та бригада морської піхоти (Франція)
9-та бригада морської піхоти (фр. 9e brigade d'infanterie de marine) — складова Сухопутних військ Франції. Підпорядковується 1-й бронетанковій дивізії, призначена для «врегулювання кризових ситуацій»: морського десантування, бойових дій у міських умовах, спеціальної розвідки тощо.

## Історія

### Колоніальні війська
Попередником сучасної бригади вважають 9-ту колоніальну піхотну дивізію, яку активували у липні 1943 у Північній Африці для звільнення «материкової» Франції. Ця дивізія брала участь у боях на острові Ельба, відвойовувала Тулон, а згодом була перекинута до Французького Індокитаю.

### П'ята республіка
Бригада тісно співпрацює з 3-ю бригадою командос Королівської морської піхоти Великої Британії.
У липні 2016 до складу формування доєднали 1-й і 126-й полки.
2018 року військовослужбовці бригади брали участь у навчаннях «Катамаран» у рамках англо-французької ініціативи CJEF (англ. Combined Joint Expeditionary Force).
2022 бригада надала особовий склад для формування трьох зведених бойових груп (фр. Groupement tactique interarmes, GTIA) для франко-бельгійських навчань «SCORPION XII», що мали на меті масштабувати використання системи управління військами SICS.
Влітку 2024-го бригада забезпечувала охорону XXXIII Олімпіади та XVII літніх Паралімпійських ігор у Парижі, а восени того ж року 200 піхотинців зі складу танкового полку «дев'ятки» направили до Тимчасових сил ООН в Лівані.

## Склад
| Штаб + ТПМП 1-й ПМП 2-й ПМП 3-й ПМП 6-й ІП 11-й АПМП 126-й ПП                          |
| 1-й полк морської піхоти Ангулем                                                       |
| 2-й полк морської піхоти Камп-д'Овур                                                   |
| 3-й полк морської піхоти Ванн                                                          |
| 5-й зведений експедиційний полк Джибуті                                                |
| 6-й інженерний полк Анже                                                               |
| 11-й артилерійський полк морської піхоти Сент-Обен-дю-Корм'є                           |
| 126-й піхотний полк Брив-ла-Гаярд                                                      |
| танковий полк морської піхоти (фр. Régiment d'infanterie-chars de marine, RICM) Пуатьє |

## Цікавий факт
Восени 1944, коли фронт остаточно перемістився до Європи, близько 9000 досвідчених вояків африканського походження (переважно сенегальців) через незвичний для них помірний клімат довелося замінювати місцевими рекрутами-французами з «метрополії» — цей процес жартома назвали «відбілюванням» (фр. blanchiment) 9-ї дивізії.